# 1635
1635 је била проста година.

## Догађаји

### Мај
- 30. мај — Прашки мир

### Октобар
- Википедија:Непознат датум — 26/27. октобар - Споразум у Сен Жермену (1635)

## Рођења

### Јул
- 18. јул — Роберт Хук, енглески физичар. (†1703).

## Смрти

### Август
- 27. август — Лопе де Вега, шпански књижевник

### Септембар
- 25. септембар — Самјуел де Шамплен, француски истраживач